# Herbert Vere Evatt
Herbert Vere Evatt (East Maitland, 30 aprile 1894 – Canberra, 2 novembre 1965) è stato un avvocato e politico australiano.

## Biografia
Nel marzo 1940 entrò a far parte del consiglio di guerra e l'anno successivo divenne ministro degli esteri del governo Curtin. Giovò molto alla causa australiana nel corso della seconda guerra mondiale e tutta la sua politica si basò sull'assunto che l'Australia rappresentava gli interessi dell'impero britannico nell'area del Pacifico. Per questo motivo nel 1942 sostenne la necessità della creazione di un consiglio di guerra del Pacifico con sede a Washington, nel quale gli Stati Uniti, Gran Bretagna ed Australia potessero agire su di un piano di parità. Fu anche rappresentante dell'Australia nel gabinetto di guerra britannico e fu a capo della missione a Washington, Londra e nella Nuova Zelanda.
Dopo la guerra Evatt divenne giudice della Corte Suprema australiana e presidente dell'Onu tra il 1948 ed il 1949.